# Acide
Pour les articles homonymes, voir Acide (homonymie).
Pour l’article ayant un titre homophone, voir Hassid.

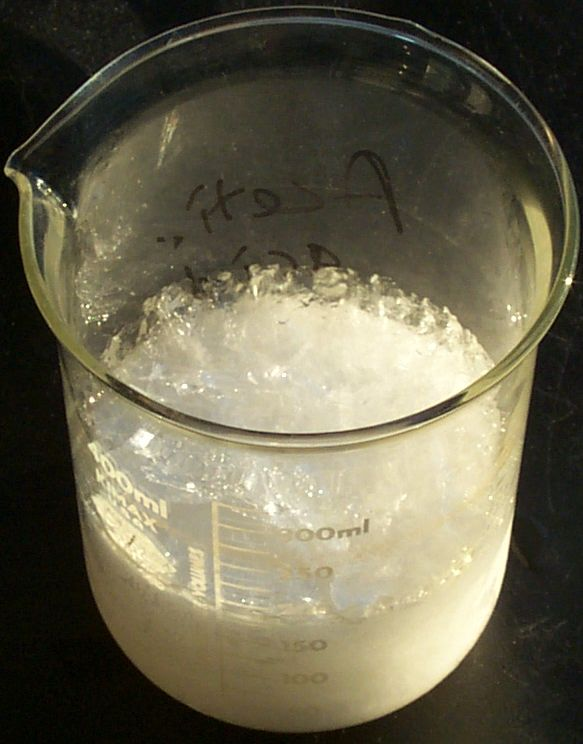
Acide acétique à l'état solide.

Un acide est un composé chimique minéral ou organique accepteur, au sens large, de doublets électroniques. Il est généralement défini par des réactions-types dans différents solvants, en particulier en libérant l'ion hydronium dans l'eau.
Les acides réagissent souvent en dégageant de l'énergie avec d'autres composés chimiques appelés bases (les alcalis des Anciens), qui, elles, donnent des doublets électroniques et ont le pouvoir de générer, en tout ou partie, l'ion hydroxyle dans l'eau. Les acides forts, dans un milieu solvant donné, initient des réactions complètes et rapides, transformant le solvant en sa forme la plus acide ; les acides faibles contribuent à des réactions équilibrées. L'existence de plusieurs fonctionnalités acides au sein d'un même composé chimique caractérise les polyacides.
Dans le cadre de la théorie de Brønsted-Lewis, le pH d'une solution obtenue en dissolvant un acide dans l'eau est inférieur à sept.
Les acides sont connus depuis l'Antiquité pour leur pouvoir de dissolution des métaux, ainsi que, de manière plus floue avant Lavoisier, le pouvoir de neutraliser les solutions alcalines. Le chimiste britannique Boyle les identifiait au XVIIe siècle par leur capacité à rougir la teinture de tournesol, mais aussi par leur surprenant pouvoir de précipiter le soufre de ses solutions alcalines.

## Histoire de la notion d'acide
La première définition d'acide est apparemment d'origine organoleptique, comme en témoigne le monde gréco-romain avec l'adjectif latin ăcǐdus, signifiant « aigre, piquant, et donc acide » et déjà au sens figuré, « acide, désagréable ».

### Antiquité
L'Antiquité utilise la notion d'acide, en particulier chez les Romains qui utilisent le mot acetum pour parler du vin acide ou aceti vinum (analogue au vinaigre), d'où le terme « acétique ». Les alchimistes indiens connaissaient aussi cette notion qui est présente dès le XIIe siècle av. J.-C. dans un traité d'alchimie, le Rasārṇava, ou Traité des préparations métalliques. Chez les Grecs, l'acidité est attribuée à des atomes pointus. Ce point de vue perdurera jusqu'au XVIIIe siècle.

### Moyen Âge
Les alchimistes de l'époque médiévale ont aussi contribué à comprendre cette notion, en particulier, en produisant des acides. L'alchimiste perse (ou arabe selon les sources) Jabir Ibn Hayyan savait synthétiser l'acide sulfurique et l'utiliser pour préparer de l'acide chlorhydrique. De nombreux traités d'alchimie expliquent comment distiller l'acide acétique à partir du vinaigre ou l'acide nitrique à partir du salpêtre. Voir par exemple, le traité De secretis Naturae attribué au philosophe et alchimiste catalan Raymond Lulle, ou en catalan Ramon Llull.

### Époque moderne
L'époque moderne qui, du point de vue de la chimie, s'achève avec Lavoisier, a aussi connu de nombreux progrès sur la notion d'acidité. Les synthèses de plusieurs acides minéraux sont mises au point ou améliorées. Dans le traité Letztes Testament attribué à Basile Valentin, les synthèses de l'acide sulfurique et de l'acide chlorhydrique sont décrites. Le chimiste Johann Rudolf Glauber (1604-1670), précurseur de la chimie contemporaine a amélioré la synthèse de nombreux acides donc celle de l'acide chlorhydrique. Du point de vue théorique, Nicolas Lémery (1645-1715) explique toujours l'acidité des corps par le fait qu'ils contiennent des particules pointues qui piquent la langue. Le physicien et chimiste Robert Boyle donne en 1675 quelques propriétés générales des acides et des bases, telles que le goût aigre aux aliments, leur action comme solvants, et de nombreuses propriétés chimiques. À la fin de cette période, le chimiste anglais Joseph Black découvre les propriétés acides du dioxyde de carbone, (l'acide aérien) et sa réaction avec de nombreuses bases comme la magnésie MgO.

### Époque contemporaine
La première théorie de l'acidité est due à Lavoisier qui définit un acide comme un composé contenant de l'oxygène.

« On a vu que l’air de l'atmosphère était principalement composé de deux fluides aériformes ou gaz, l'un respirable, susceptible d'entretenir la vie des animaux, dans lequel les métaux se calcinent et les corps combustibles peuvent brûler ; l'autre, qui a des propriétés absolument opposées, que les animaux ne peuvent respirer, qui ne peut entretenir la combustion, etc. Nous avons donné à la base de la portion respirable de l'air le nom d'oxygène, en le dérivant de deux mots grecs όξύς, acide, γείνομαι, j'engendre, parce qu'en effet une des propriétés les plus générales de cette base est de former des acides en se combinant avec la plupart des substances. »

— Lavoisier, Traité élémentaire de chimie, 1864 (1789).
Ce qu'écrit Lavoisier est correct tant que « la plupart des substances » sont des non-métaux comme N et P qui donnent par combustion les acides nitrique, phosphorique, etc., mais s'est rapidement révélé incorrect avec les éléments comme le calcium et le magnésium, puisqu'ils donnent la chaux (CaO), la magnésie (MgO), qui sont des bases.
Carl Wilhelm Scheele découvre de nouveaux acides, ou de nouvelles préparations d'acides déjà connus : l'oxyde de baryum  (BaO), l'acide fluorhydrique (à partir de CaF2 et de l'acide sulfurique), l'acide phosphorique (à partir d'os), les acides arsénique, molybdique, etc.
Humphry Davy prolongea la théorie de Lavoisier en précisant qu'une base est la combinaison d'un métal et de l'oxygène.
Peu après, Jöns Jacob Berzelius, considéré avec Lavoisier comme le fondateur de la chimie moderne, unifie les travaux sur les acides et les bases en proposant une théorie électrochimique qui définit un sel comme le résultat de l'action d'un acide et d'une base.
En 1838, Justus von Liebig reprend la théorie de Davy et de Dulong sur l'importance de l'hydrogène dans les acides. Pour Leibig, un acide est un corps qui peut remplacer un métal par un hydrogène H. Par exemple, AH est un acide s'il permet la réaction de déplacement de Na+CH3COONa + AH → CH3COOH + NaA

### Acidité d'Arrhenius
L’acidité fut ensuite définie par Svante August Arrhenius à la fin du XIXe siècle : un acide est un composé chimique pouvant céder des protons (ions H+) en solution aqueuse et une base un composé chimique pouvant libérer des ions hydroxyde (HO−) en solution aqueuse. Mais cette définition n’était pas assez générale et n’expliquait pas la basicité de certains composés chimiques ne libérant pas de HO− en solution aqueuse.
On peut aisément reconnaitre expérimentalement un acide au sens d'Arrhenius grâce à des tests de pH. Une solution acide a un pH inférieur à 7, à 25 °C. Plus le pH est bas, plus l’acidité est forte. Pour mesurer le pH, on peut effectuer différents tests : papiers pH, indicateurs colorés, utilisation d’un pH-mètre, feuilles de chou rouge, etc.

## Acide de Brønsted
Joannes Brønsted est le premier à avoir théorisé l'acidité avec la possibilité de faire un traitement quantitatif avec tous les acides.
Selon la théorie de Brønsted-Lowry, énoncée en 1923, un acide est une espèce qui peut libérer un proton, et une base toute espèce qui peut capter un proton.
Remarques :
- la notion de diacide ne fait pas partie de la théorie de Brønsted (mais de celle d'Arrhenius), en effet, un acide de Brønsted est associé à un couple acide-base comme cela est expliqué ci-dessous, et dans un couple, un seul ion H+ est échangé ;
- les protons ne pouvant exister à l'état libre en solution, ils sont toujours associés soit à la forme acide d'un acide de Brønsted, soit au solvant ;
- il est pertinent de distinguer « acide » et « forme acide ». L'acide est l'entité qui réagit avec une base, alors que la forme acide est l'entité associée à la forme basique dans un couple ;
- le test de pH permettant de reconnaître un acide d'Arrhenius permet également de reconnaître un acide de Brønsted.

La définition de l'acide dans la théorie de Brønsted implique qu'il peut céder un proton pour donner sa forme basique et, réciproquement, qui peut être formé lorsque sa forme basique fixe un proton. La notion de couple acide-base est donc intimement liée à la définition de Brønsted.
Réaction acide-base :
{\displaystyle {\begin{aligned}{\underset {\text{acide 1}}{{\ce {AH}}}}+{\underset {\text{base 2}}{{\ce {B}}}}\quad {\ce {<=>}}\quad {\underset {\text{base conjuguée d'acide 1}}{{\ce {A-}}}}+{\underset {\text{acide conjugué de base 2}}{{\ce {BH+}}}}\end{aligned}}}
Équilibre de Brønsted :
{\displaystyle {\begin{aligned}{\underset {\text{forme acide}}{{\ce {AH}}}}+{\underset {\text{solvant}}{{\ce {H2O}}}}\quad {\ce {<=>}}\quad {\underset {\text{forme basique}}{{\ce {A-}}}}+{\underset {\text{ion acide du solvant}}{{\ce {H3O+}}}}\end{aligned}}}
Les réactions qui ont lieu entre un acide et une base sont nommées « réactions acido-basiques », ou « réactions acide-base ».
Dans cette théorie, l'autoprotolyse de l'eau s'interprète comme la réaction de l'acide eau (c'est-à-dire de la forme basique du couple H3O+/H2O) avec la base eau (c'est-à-dire la forme acide du couple H2O/HO−). L'eau est donc un ampholyte.
L'avantage de cette théorie sur la théorie d'Arrhenius est double :
- la théorie justifie que certains produits comme l'ammoniac soient considérés comme des bases ;
- la théorie ne spécifie pas que le solvant est l'eau et peut donc traiter de réaction acido-basique en solvant non aqueux (voir ci-dessous).

## Acide de Lewis
La définition de Lewis (1923) est plus générale que celle de Brønsted. Par cette définition, un acide est un composé chimique qui peut, au cours d’une réaction, accepter une paire d’électrons (un doublet) :
- un acide de Lewis est accepteur de doublet, ayant donc une orbitale vide ;
- une base de Lewis est un donneur de doublet, ayant un doublet libre (doublet non liant).

Notes :
- la reconnaissance d'un acide de Lewis n'est pas effectuée avec le test de pH décrit ci-dessous pour les acides d'Arrhenius. Pour autant, l'introduction d'un acide de Lewis (par exemple AlCl3) dans l'eau pure conduit presque toujours à une diminution de son pH ;
- le produit résultant de l'association d'un acide et d'une base de Lewis est un complexe ;
- il est essentiel de considérer que ce sont des doublets électroniques qui sont mis en jeu et non des électrons. En effet, un corps capable de donner un électron n'est pas une base de Lewis mais un réducteur ;
- la notion d'électrophilie est proche de celle d'acide de Lewis. La différence est une question de point de vue : l'acide de Lewis est un point de vue thermodynamique alors que l'électrophile est un point de vue cinétique. Ainsi, les acides de Lewis se comparent avec des constantes d'équilibre alors que les électrophiles se comparent avec des constantes de vitesse de réaction ;
- les acides de Lewis possèdent une lacune électronique dans leur structure ;
- la plupart des cations métalliques sont des acides de Lewis ;
- les acides de Brønsted sont souvent des acides de Lewis, la réciproque n'est pas vraie.

## Acide hors solution
Les acides peuvent se présenter sous forme :
- solide : acide citrique, acide tartrique ;
- liquide : acide sulfurique, acide nitrique, acide acétique ;
- gazeuse : les halogénures d'hydrogène qui, dissous dans l’eau, donnent des solutions d’acides halogénohydriques.

## Acide dans l'eau
Les réactions dans l’eau sont souvent traitées avec la théorie de Brønsted. Un acide peut être représenté par la formule générique AH (ou AH+).

### Acides faibles, acides forts
On établit une distinction entre les acides faibles et les acides forts. Ces derniers sont caractérisés par le fait que lorsqu’ils sont introduits dans l’eau, l’entité AH n’existe pas en solution car la réaction avec l'eau est totale et produit l’ion du solvant H3O+.
Parmi les acides forts, on retrouve les hydracides (tels les acides halohydriques HCl, HBr, HI) et les oxoacides (molécules acides possédant un atome central avec un haut degré d’oxydation entouré d’atomes d’oxygène, par exemple : acide nitrique, acide sulfurique, acide perchlorique, acide permanganique).
Il est équivalent de parler d’acide/base « fort(e)s », et d’acide ou base « totalement dissocié(e) ». Plus la réaction entre AH et H2O ci-dessous est déplacée vers la droite, plus l'acide est fort (et moins il est faible). Certains acides comme l'acide chlorhydrique déplacent la réaction complètement vers la droite. De tels acides n'existent donc pas dans l'eau.

### Constante d'acidité
On classe les acides faibles (acide formique, acide acétique) en fonction de leur constante d'acidité. Celle-ci est définie comme la constante de l'équilibre de Brønsted dont les réactifs sont l'acide HA et le solvant (par exemple l'eau H2O), et les produits : la base conjuguée A− et la forme acide du solvant (par exemple H3O+).
AH + H2O = A− + H3O+

### Échelle de pH
Dans l’eau, l’acidité est mesurée à l’aide de l’échelle des pH. Cette échelle est communément considérée entre 0 et 14, de très acide à très basique. Ces valeurs ne sont pas arbitraires, elles correspondent au pH d'une solution dans laquelle l'activité (pour faire simple : la concentration) de l'acide du solvant H3O+ et de la base du solvant HO− valent 1 mol·L-1. L’eau est à la fois un acide faible et une base faible (on dit qu'elle est un ampholyte ou bien qu'elle est amphotère).
On compare habituellement la « force » des acides :
- théoriquement, à partir de leur pKA ;
- expérimentalement, en comparant le pH de solutions de ces acides à la même concentration.

### Nivellement des acides et des bases
Tout acide fort dans l'eau réagit pour donner - de façon totale - l'ion H3O+. La force de ces acides n'est donc pas comparable. Ce phénomène est appelé « nivellement » des acides par le solvant.
Pour comparer les « forces » des acides/bases totalement dissociés, il est nécessaire de se placer dans un autre solvant que l'eau (ex. : éthanol) moins réactif, c'est-à-dire moins basique, l'acide éthanoïque (pur) plus acide que l'eau, etc.
Dans l’eau, l’acide le plus fort est H3O+ (H+aqueux) et la base la plus forte est HO−. Il convient de garder en mémoire que ces notations (H3O+ et HO−) ne constituent qu’une simplification schématique du système. Dans la réalité, H+ et HO− sont tous deux entourés par une couche de solvatation (plusieurs molécules d’eau, polaires, établissant des liaisons de type électrostatique avec les ions). Une notation plus rigoureuse devrait donc être H(H2O)n+ et HO(H2O)n−. Cependant, cette notation plus rigoureuse n’apporte rien à la compréhension des phénomènes acido-basiques.

## Acides dans d'autres solvants
La théorie de Brønsted se généralise à d'autres solvants.

### Solvants protiques
Les solvants protiques sont capables de céder et capter un ion H+ (hydron), appelé communément proton (d'où le terme « solvant protique »). Les solvants protiques sont caractérisés par leur équilibre d'autoprotolyse, et par la constante d'équilibre de cet équilibre.
Par exemple :
- le solvant NH3 s'autoprotolyse en ion NH2− et ion NH4+ ;
- le solvant HF pur s'autoprotolyse en H2F+ et F− ;
- le solvant CH3COOH pur s'autoprotolyse en CH3COOH2+ et CH3COO− ;
- l'acide sulfurique H2SO4 s'autoprotolyse en H3SO4+ et HSO4−.

Dans ces solvants, la notion de couple acide-base est définie de la même façon. Les échanges de protons se font toujours entre les formes acide ou basique du couple et le solvant (ou ses ions issus de l'équilibre d'autoprotolyse). Certains couples existent dans l'eau et dans d'autres solvants, mais d'autres peuvent exister dans l'eau et pas dans un autre solvant ou réciproquement. Par exemple :
- le couple HCl/Cl- existe dans le solvant acide éthanoïque (pur) car HCl y est un acide faible, alors que ce couple n'existe pas dans l'eau car l'acide y est fort ;
- le couple NH4+/NH3 existe dans l'eau ou dans le solvant éthanol, mais pas dans le solvant acide sulfurique (pur) où l'ammoniac y est totalement protoné, car l'acide sulfurique est un acide fort.

### Solvants non protiques

#### Solvants n'échangeant pas de particule
De nombreux solvants ne peuvent échanger ni proton ni aucune autre particule. C'est le cas des hydrocarbures par exemple. Dans ce cas, les acides et les bases ne peuvent pas être nivelés. Ces solvants ne solvatant pratiquement pas les ions, les équilibres (par exemple HCl/Cl−) sont peu déplacés dans le sens de formation de Cl−.

#### Solvants échangeant des particules autres que H+
Certains solvants peuvent échanger des particules autres que des protons. Ils sortent du cadre de la théorie de Brønsted, et doivent être traités dans le cadre de la théorie du « système du solvant ». Par exemple, dans un solvant comme BrCl3, l'équilibre correspondant à l'autoprotolyse s'écrit :2BrCl3 = BrCl2+ + BrCl4−
Une espèce ajoutée dans ce solvant est un acide si elle contribue à augmenter la concentration en ions BrCl2+. C'est une base si elle contribue à augmenter la concentration en ions BrCl4−. Par exemple :
- NaCl est une base car en se dissolvant, il se forme Na+ et Cl− et cet ion chlorure se fixant sur le solvant BrCl3 donne la forme BrCl4− ;
- AlCl3 est en revanche un acide puisqu'il peut arracher un ion Cl− à BrCl3 et donner AlCl4− et BrCl2+.

D'autres particules peuvent être échangées, comme l'ion oxyde. Ainsi, avec NO2, on a la réaction 2 NO2 → NO3− + NO+ qui peut être vue comme le transfert d’un ion O2− c’est la définition des acides de Lux-Flood. On peut alors définir une base comme un donneur d’ion O2−(riche en électron) et un acide comme un accepteur d’ion O2−. Dans d’autres cas c’est un transfert d’ion F−. Ce type de conception des réactions en solution joue un rôle important en métallurgie et dans l’étude des roches (voir ci-dessous).

### Acides en géologie, en chimie des sels fondus, en préparation verrière
Un acide de Flood est un accepteur d'ion oxyde O2−. En pétrologie, on dit qu’une roche est acide si elle renferme plus de  65 % de silice. Ceci est une règle qui traduit la définition des acides de Lux-Flood : le minéral silice SiO2, bon accepteur d’ion oxyde O2−, est susceptible d'engendrer l'ion silicate tétraédrique SiO44−, la silice est acide.
Une application parfois facile est la formation de l'acide silicique.
SiO2solide à site de surface attaquable, verre mal stabilisé + H2Oliquide eau pure et agressive = H2SiO3soluble et solvaté
Si les roches riches en silice sont acides, à l'instar de la rhyolite ou des granites, les roches pauvres en silice et riches en chaux CaO ou en magnésie MgO sont par contre basiques.
Cela a une importance pour comprendre le comportement des magmas (notamment dans les volcans), et lorsque l’on veut dissoudre une roche pour l’analyser, par exemple dissolution dans un acide pour analyse par ICP ou bien dissolution dans un verre pour analyse par spectrométrie de fluorescence X (technique dite de la « perle fondue »).
Pour cette dernière application, on estime souvent l’acidité par l’« indice d’acidité », qui est le nombre d’atomes d’oxygène divisé par le nombre d’autres atomes[réf. nécessaire] ; par exemple, le SiO2 a un indice d’acidité de 2, le CaCO3 a un indice d’acidité de 1,5.

## Goût
Le goût acide est reconnu grâce à des récepteurs particuliers PKD2L1, qui sont probablement sensibles à la présence des ions H+, ou à certains nucléotides cycliques. Malgré certaines études on sait à présent que sa reconnaissance est indépendante de la reconnaissance du goût salé. Ces récepteurs jouent aussi un rôle physiologique important dans le reste de l’organisme et sont exprimés à la surface de certaines cellules pour contrôler la quantité de CO2 dans le sang ou la quantité de liquide cérébrospinal.

## Dissolution acide
Une des principales propriétés des solutions acides est de pouvoir dissoudre un grand nombre de matériaux. Le pouvoir de dissolution dépend de la concentration de l’acide et de la nature chimique du matériau et de l’acide.
Les métaux, quand le potentiel redox du couple cation/métal dérivant de ce métal est inférieur à 0, ne sont pas stables dans les solutions acides, ils sont donc oxydés (c’est-à-dire ionisés par perte d’un ou plusieurs électrons) ; l’ion métallique peut alors rester sous forme dissoute (solvatée), ou se combiner avec un ou plusieurs ions oxygène et former un oxyde. L’acidité est un des paramètres importants de la corrosion aqueuse. La dissolution des métaux est utilisée en gravure d’art, c’est la technique de l’eau-forte ; elle est aussi utilisée en métallographie pour révéler des défauts (par exemple joints de grain).
Le calcaire se dissout aisément avec des acides faibles ; on nettoie les robinetteries avec du jus de citron (acide citrique) ou du vinaigre (acide acétique).
Les verres peuvent être dissous par de l’acide fluorhydrique, mais la manipulation de cet acide est extrêmement dangereuse, du fait de la présence d’ions fluorure.
Les acides concentrés peuvent provoquer des brûlures sur la peau et les muqueuses (yeux, nez, bouche). En cas de brûlure par acide, il faut :
- protéger : en se protégeant (gants…), fermer le récipient et éviter que l’acide ne se répande (utilisation de papier absorbant), ouvrir les fenêtres pour éviter les dégagements de vapeurs ;
- retirer les vêtements imbibés (en faisant attention à ne pas contaminer d’autres personnes ou des parties saines de la victime) ;
- faire ruisseler de l’eau pour laver la partie atteinte, en évitant de contaminer les parties saines ;
- prévenir les secours (« 112 » dans l’Union européenne, « 15 » en France) en mentionnant le produit en cause.

L’utilisation d’acides concentrés doit toujours se faire par des personnes formées et équipées (blouse, gants, lunette), sous hotte.

## Exemples
Voici quelques-uns des principaux acides :
- l'acide acétique, de formule CH3COOH, acide principal du vinaigre ;
- l'acide acétylsalicylique, de formule HC9H7O4, plus connu sous le nom d'aspirine ;
- l'acide ascorbique, de formule H2C6H6O6, dont l'un des stéréoisomères est plus connu sous le nom de vitamine C ;
- l'acide citrique, de formule H3C6H5O7, un acide présent dans les agrumes ;
- l'acide chlorhydrique, de formule HCl, en solution aqueuse : H3O+ + Cl−(aq), couramment utilisé dans l'industrie.
- l'acide sulfurique, de formule H2SO4
- l'acide nitrique, de formule HNO3
- l'acide méthanoïque ou acide formique
- l'acide désoxyribonucléique ou ADN
- l'acide lactique
- les acides gras
- les acides aminés